# Reinhard Egger
Reinhard Egger (ur. 11 września 1989 w Wörgl) – austriacki saneczkarz, brązowy medalista mistrzostw świata juniorów w Lake Placid, dwukrotny srebrny medalista mistrzostw świata w Winterbergu.

## Kariera
W 2005 roku rozpoczął starty w Pucharze Świata juniorów, a także wziął udział w mistrzostwach świata juniorów w Winterbergu, na których zajął 18. miejsce w konkurencji jedynek. Rok później, na mistrzostwach świata juniorów w Altenbergu był trzynasty w konkurencji jedynek i osiemnasty w konkurencji dwójek (startował w niej z Davidem Schweigerem, który w tej konkurencji był jego stałym partnerem na zawodach tej rangi). W 2007 roku pojawił się na mistrzostwach świata juniorów w Cesanie, z których wrócił z 11. miejscem w konkurencji dwójek i 17. w konkurencji jedynek. Z rozgrywanych rok później mistrzostw świata juniorów w Lake Placid przywiózł brązowy medal za konkurencję sztafetową, a także 6. miejsce w dwójkach i 10. w jedynkach.
30 listopada 2008 roku miał miejsce jego debiut i zarazem zdobycie pierwszych punktów w Pucharze Świata, kiedy to na rozgrywanych w Igls zawodach sezonu 2008/2009 zajął 22. miejsce w konkurencji jedynek. Rok później wystartował w mistrzostwach świata juniorów w Nagano, na których zajął 4. miejsce w jedynkach, 7. w sztafecie i 8. w dwójkach. W 2010 roku, na mistrzostwach Europy w Siguldzie zajął 15. miejsce w konkurencji jedynek. W następnym roku pojawił się na mistrzostwach świata w Cesanie, na których był jedenasty w jedynkach. W 2012 roku wziął udział zarówno w mistrzostwach świata w Altenbergu, jak i w mistrzostwach Europy w Paramonowie. Na tym pierwszym wydarzeniu zajął 21. miejsce w konkurencji jedynek, z kolei z tego drugiego wrócił z jedynkowym 19. miejscem. W 2013 roku, na mistrzostwach Europy w Oberhofie był osiemnasty w konkurencji jedynek, z kolei na mistrzostwach świata w Whistler zajął 21. miejsce w jedynkach. W tym samym roku, 7 grudnia zaliczył pierwsze podium w Pucharze Świata, kiedy to na rozgrywanych w Whistler zawodach sezonu 2013/2014, zajął 3. miejsce w konkurencji sztafetowej. Jego sztafeta, w której startował z Niną Reithmayer, Andreasem Lingerem i Wolfgangiem Lingerem przegrała tylko z ekipami z Niemiec i Kanady.
W 2014 roku wziął udział w mistrzostwach Europy w Siguldzie, na których zajął 11. miejsce w konkurencji jedynek, a także w igrzyskach olimpijskich w Soczi, na których był ósmy w jedynkach. Rok później, na mistrzostwach świata w Siguldzie zajął 26. miejsce w konkurencji jedynek, z kolei na mistrzostwach Europy w Soczi rywalizację w jedynkach zakończył na 12. miejscu. W 2016 roku pojawił się na mistrzostwach świata w Königssee, na których zajął 17. miejsce w konkurencji jedynek, a także na mistrzostwach Europy w Altenbergu, z których wrócił z 13. miejscem w jedynkach. Na rozgrywanych rok później mistrzostwach Europy w Königssee zajął 14. miejsce w konkurencji jedynek.
W 2018 roku pojawił się na igrzyskach olimpijskich w Pjongczangu, na których zajął 15. miejsce w konkurencji jedynek, a także po raz pierwszy stanął na podium Pucharu Świata w jedynkach, kiedy to na rozgrywanych 30 listopada w Whistler zawodach sezonu 2018/2019 zajął 3. miejsce przegrywając tylko ze swoim rodakiem Wolfgangiem Kindlem i Niemcem Felixem Lochem. 6 stycznia 2019 roku odniósł pierwsze zwycięstwo w Pucharze Świata, kiedy to na rozgrywanych w Königssee zawodach wyprzedził reprezentanta Włoch Dominika Fischnallera i Niemca Sebastiana Bleya. W tym samym roku wziął udział w mistrzostwach świata w Winterbergu, na których zajął 6. miejsce w konkurencji sprintu, a także zdobył srebrny medal w konkurencji jedynek plasując się za Felixem Lochem i przed Rosjaninem Siemionem Pawliczenką oraz w konkurencji sztafetowej, w której jego sztafeta, współtworzona przez Hannę Prock, Thomasa Steua i Lorenza Kollera rozdzieliła na podium ekipy z Rosji i Niemiec.

## Osiągnięcia

### Igrzyska olimpijskie
| Rok  | Miejsce    | Jedynki | Sztafeta |
| ---- | ---------- | ------- | -------- |
| 2014 | Soczi      | 8.      | –        |
| 2018 | Pjongczang | 15.     | –        |

### Mistrzostwa świata
| Rok  | Miejsce    | Jedynki | Jedynki-sprint | Sztafeta |
| ---- | ---------- | ------- | -------------- | -------- |
| 2011 | Cesana     | 11.     | nie rozgrywano | odwołano |
| 2012 | Altenberg  | 21.     | nie rozgrywano | –        |
| 2013 | Whistler   | 21.     | nie rozgrywano | –        |
| 2015 | Sigulda    | 26.     | nie rozgrywano | –        |
| 2016 | Königssee  | 17.     | –              | –        |
| 2019 | Winterberg | 2.      | 6.             | 2.       |
| 2020 | Soczi      | 24.     | 9.             | -        |

### Mistrzostwa Europy
| Rok  | Miejsce    | Jedynki | Sztafeta |
| ---- | ---------- | ------- | -------- |
| 2010 | Sigulda    | 15.     | –        |
| 2012 | Paramonowo | 19.     | –        |
| 2013 | Oberhof    | 18.     | –        |
| 2014 | Sigulda    | 11.     | –        |
| 2015 | Soczi      | 12.     | –        |
| 2016 | Altenberg  | 13.     | –        |
| 2017 | Königssee  | 14.     | –        |
| 2019 | Oberhof    | 4.      | –        |

### Puchar Świata

#### Miejsca w klasyfikacji generalnej
| Sezon     | Miejsce |
| --------- | ------- |
| 2008/2009 | 47.     |
| 2009/2010 | 18.     |
| 2010/2011 | 13.     |
| 2011/2012 | 11.     |
| 2012/2013 | 23.     |
| 2013/2014 | 10.     |
| 2014/2015 | 10.     |
| 2015/2016 | 28.     |
| 2016/2017 | 15.     |
| 2017/2018 | 16.     |
| 2018/2019 | 6.      |
| 2019/2020 | 8.      |
| 2020/2021 | 13.     |
| 2021/2022 | 17.     |

#### Miejsca na podium w zawodach Pucharu Świata – indywidualnie
| Lp. | Data       | Miejsce     | Konkurencja    | Lokata |
| --- | ---------- | ----------- | -------------- | ------ |
| 1.  | 30.11.2018 | Whistler    | jedynki        | 3      |
| 2.  | 15.12.2018 | Lake Placid | jedynki        | 3      |
| 3.  | 06.01.2019 | Königssee   | jedynki        | 1      |
| 4.  | 02.02.2019 | Altenberg   | jedynki        | 2      |
| 5.  | 14.12.2019 | Whistler    | jedynki-sprint | 1      |

#### Miejsca na podium w zawodach Pucharu Świata – drużynowo
| Lp. | Data       | Miejsce    | Konkurencja | Lokata |
| --- | ---------- | ---------- | ----------- | ------ |
| 1.  | 07.12.2013 | Whistler   | sztafeta    | 3      |
| 2.  | 25.01.2015 | Winterberg | sztafeta    | 2      |
| 3.  | 14.01.2018 | Oberhof    | sztafeta    | 3      |
| 4.  | 06.01.2019 | Königssee  | sztafeta    | 2      |